# Oligopogon enigmatus
Oligopogon enigmatus là một loài ruồi trong họ Asilidae. Oligopogon enigmatus được Oldroyd miêu tả năm 1974. Loài này phân bố ở vùng nhiệt đới châu Phi.